# Batalla d'Avdíivka
|  | Aquest article es refereix a esdeveniments derivats de la Invasió russa d'Ucraïna del 2022. |

La batalla d'Avdíivka (rus: Avdéievka) va ser un enfrontament militar de la guerra russo-ucraïnesa entre les Forces Armades de Rússia i les Forces del Donbàs per una banda i les Forces Armades d'Ucraïna per una altra a la ciutat d'Avdíivka, situada a la regió del Donbàs. Els combats van començar quan la violència va esclatar de nou al Donbàs i el 21 de febrer del 2022 el president rus Vladímir Putin va reconèixer la República Popular de Donetsk. Avdíivka va ser on es va lliurar l'antiga batalla d'Avdíivka el 2017 i fou destruïda, però encara estava en mans de les forces ucraïneses. Més tard, quan Rússia va començar a atacar Ucraïna, Avdíivka fou un dels primers llocs a ser atacats.

## Antecedents
Avdíivka ha estat al front de la Guerra al Donbàs des de 2015. Va ser el lloc de la batalla d'Avdíivka de 2017, que va provocar la destrucció de la ciutat, tot i que les forces ucraïneses encara la van mantenir.

## Batalla

### Primers enfrontaments
Els combats van esclatar el 20 de febrer, quan les forces pro-russes van començar a lluitar de nou a Avdíivka. Les forces de Donetsk van entrar a la ciutat, però en foren repel·lides.
El 21 de febrer es va informar que les tropes russes estaven ajudant els pro-russos a Avdíivka, però Rússia ho va negar. Quan Rússia va començar la invasió d'Ucraïna, Avdíivka era un dels principals objectius.
El 13 de març, les forces russes van bombardejar la planta de coc de carbó d'Avdíivka.
La Policia Nacional d'Ucraïna va dir el 22 de març que Rússia va utilitzar el Tornado-S MLRSs en els bombardejos d'Avdíivka, suposadament causant víctimes civils.
Es va informar el 25 de març que Artiom Murakhovski, comandant del Batalló Azov, fou assassinat a Avdíivka.

### Escalada
El 18 d'abril, Rússia va iniciar la seva invasió a l'est d'Ucraïna atacant fortament Avdíivka. Al voltant de 2.000 dels residents d'Avdíivka es van veure obligats a fugir sota terra.
Ucraïna va afirmar haver repel·lit els avanços russos a Avdíivka el 19 d'abril.

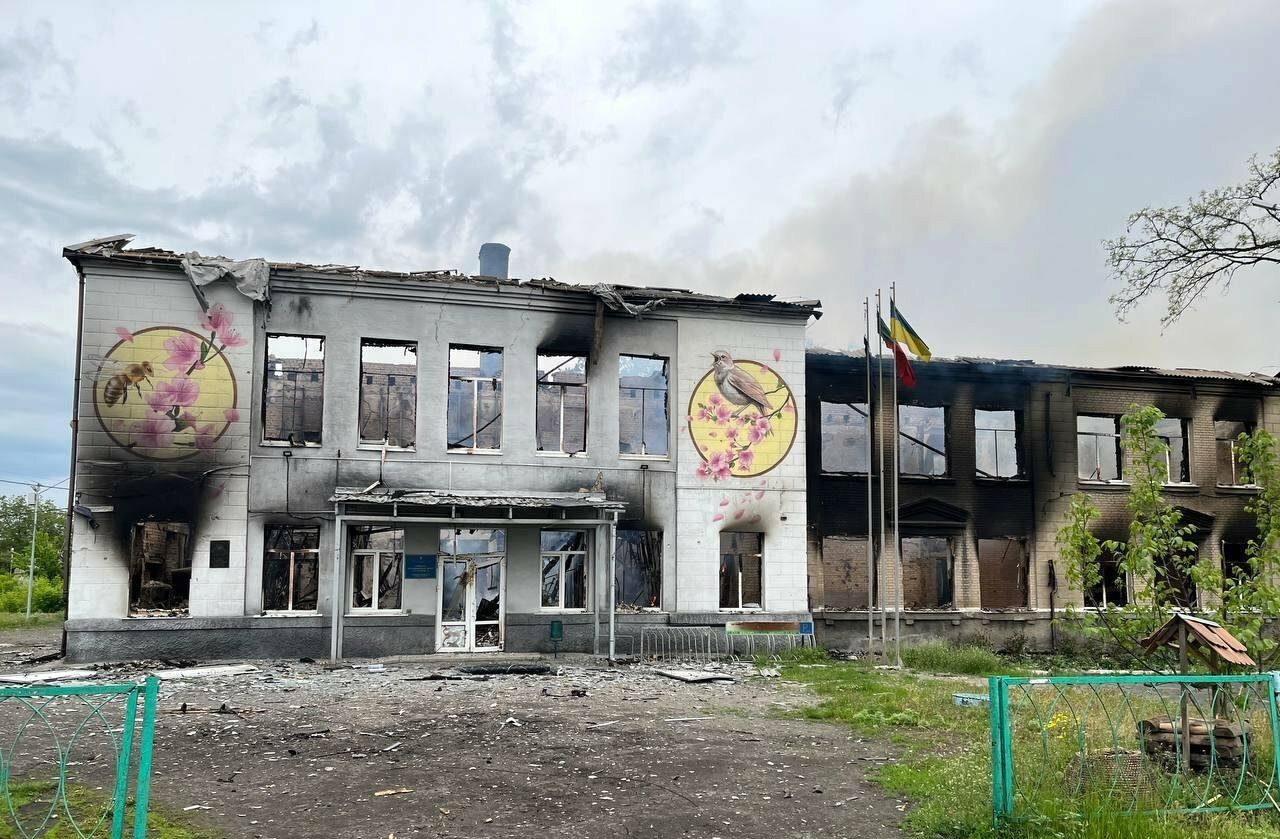
Estat de l'escola no.1 després dels bombardejos

Durant la batalla, es va informar diverses vegades de l'ús de municions de fòsfor blanc per part de les forces russes. El governador de l'óblast de Donetsk Pavlò Kirilenko va informar d'un atac de fòsfor a la zona industrial de la ciutat el 26 de març, a la zona de la planta de carbó de coc el 26 d'abril, i al centre de la ciutat, causant diversos incendis, l'endemà.
El 29 d'abril es van publicar vídeos de l'exèrcit rus que bombardejava les forces ucraïneses a Avdíivka amb una arma termobàrica.
El 18 de maig, la 1a escola Avdíivka va ser destruïda per un atac rus amb municions de fòsfor.
El 26 de maig, l'Estat Major General d'Ucraïna va informar que les forces russes estaven avançant a través d'Avdíivka, capturant moltes zones de la ciutat.
L'1 de juny, la RPD va prendre el control d'una carretera important.
El 6 de juny, la RPD va prendre territori prop de Kamianka.
El 12 de juny, Rússia va tornar un bombardejar la planta de coc Avdíivka.
L'escola núm.6 va ser destruïda el 21 de juny, va enviar la tercera escola destruïda a Avdíivka.
El 24 de juny, les forces russes van disparar contra Avdíivka.
Les forces russes van capturar més tard Novoselivka Druha el 4 de juliol, que es troba a 10 km al nord-est d'Avdíivka, en un intent d'encerclar la ciutat.
El 7 de juliol, les forces russes van bombardejar Avdíivka durant 24 hores. Van colpejar infraestructures, un hospital, edificis residencials, una estació d'autobusos i la planta de coca-cola Avdíivka.
El 18 de juliol, la RPD va afirmar que havia "mig envoltada" Avdíivka, després d'haver bloquejat dues de les carreteres que portaven a la ciutat. L'Institut per a l'Estudi de la Guerra (ISW), un laboratori d'idees sense ànim de lucre, també va declarar que la lluita al nord d'Avdíivka s'havia intensificat. No obstant això, Igor Girkin va dir que les forces de la RPD no van poder obtenir molts guanys a causa de l'artilleria ucraïnesa.

### Nous atacs
El 28 de juliol, la RPD i les forces russes van llançar una ofensiva reclamada per envoltar Avdíivka. Les forces russes i separatistes van atacar les ciutats de Krasnohorivka, Pisky, i altres ciutats al nord d'Avdíivka, amb guanys no especificats.
El 31 de juliol, l'Estat Major d'Ucraïna va informar que les forces russes van intentar avançar al voltant de Kamyanka i Pisky i que les unitats russes separades no especificades van tenir "èxit parcial" al voltant d'Avdíivka. El viceministre d'Informació de la República Popular de Donetsk, Daniil Bezsonov, va afirmar que les forces russes i de la RPD van assegurar posicions als afores del sud-est de Pisky, la qual cosa és coherent amb els informes ucraïnesos. El cap de l'administració militar de la ciutat d'Avdíivka Vitalii Barabash va dir que només el 10% de la població anterior a la guerra d'Avdíivka romania o aproximadament 2.500 persones.
Ucraïna va dir el 5 d'agost que va perdre la mina de carbó de Butivka davant Rússia i va afirmar que va ser empesa als afores d'Avdíivka. La RPD va reclamar les seves forces i Rússia va prendre Pisky, i Ucraïna va rebutjar la reclamació.
El 7 d'agost, imatges de combat van mostrar que les forces russes havien arribat al centre de Pisky.
A partir del 12 d'agost, la ISW va informar que, basant-se en imatges de combat i satèl·lit, gran part de Pisky havia estat anivellat pels russos, a causa dels forts bombardejos que utilitzaven sistemes d'artilleria termobàrica.
El 24 d'agost, les forces russes i de la RPD van capturar Pisky.
A principis de setembre, diverses unitats separatistes, incloent-hi el Batalló Esparta i el Batalló Somàlia, van llançar un atac a la zona més àmplia d'Avdíivka, el més important prop de Pisky.
El 27 de setembre, The Wall Street Journal va informar que les forces ucraïneses "s'havien quedat a la defensiva" a Avdíivka.
El 10 d'octubre, Ucraïna va dir que Rússia continuava la seva ofensiva a Avdíivka i intentava envoltar la ciutat.
A mitjan gener de 2023, les forces russes i de la RPD van fer un intent de capturar el poble de Vodyane, l'acció va ser descrita com a "calamitosa" pels observadors militars.

### Intents d'encerclament posteriors
El març de 2023 el comandant ucraïnès a Avdíivka va dir que les forces russes estaven intentant envoltar completament la ciutat.
El 24 d'abril, els ucraïnesos van afirmar haver rebutjat un atac rus, i haver matat o ferit 200 soldats russos i destruït 20 peces d'equipament.
El 21 de maig, els ucraïnesos van afirmar haver derrotat un assalt rus mecanitzat prop d'Avdíivka. Durant el combat, van afirmar haver matat 40 soldats russos i haver destruït 5 vehicles blindats, incloent-hi almenys dos tancs.
La lluita en la batalla es va intensificar durant el començament de la contraofensiva ucraïnesa de 2023, amb les forces russes pressionant als afores de la ciutat i els ucraïnesos excavant.
El 10 de setembre de 2023, el cap de l'administració militar de la ciutat d'Avdíivka, Vitali Barabash, va informar que les forces ucraïneses havien guanyat un punt de suport a la part urbana del poble d'Ópitne 3 km al sud-oest d'Avdíivka i 2 km al nord de l'aeroport internacional de Donetsk, afirmant assegurar la frontera sud de la ciutat, acabant amb una amenaça d'encerclament proper.

### Renovada ofensiva russa
El 6 d'octubre, les parts del 1r Exèrcit Blindat de la Guàrdia Russa i el 41è Exèrcit d'Armes Combinades, recentment redistribuïdes des de l'óblast de Luhansk, van començar a bombardejar la zona amb artilleria i avions, incloent-hi caces bombarders Sukhoi Su-35. Quatre dies més tard, els russos van començar un atac concentrat que consistia en una mitja dotzena de brigades de fusellers i regiments contra la forta guarnició ucraïnesa de dos brigades. L'atac rus va córrer a camps de mines i es va aturar mentre continuava sent colpejat per l'artilleria ucraïnesa. Les imatges geolocalitzades recollides per l'analista militar Andrew Perpetua, van mostrar 70 vehicles russos destruïts i 15 ucraïnesos. El total de baixes russes en només un dia van ser reclamades per Ucraïna, ja que 34 tancs i 91 vehicles blindats van ser destruïts, amb pèrdues humanes que van ser 820 morts i 2.400 ferits.
A partir del 10 d'octubre, tres brigades de fusellers motoritzades del 8è Exèrcit d'Armes Combinades Rus van començar una acció ofensiva concertada al voltant d'Avdíivka al sud-oest prop de Sieverne i al nord-oest prop de Stepove i Krasnohorivka. Totes les unitats russes implicades en la renovada ofensiva observada fins ara són membres de les milícies del poble Donetsk el 8è CAA absorbit a l'inici de la invasió.
L'11 d'octubre, l'Estat Major General de les Forces Armades d'Ucraïna va informar que Rússia va iniciar 18 combats contra la ciutat durant les últimes 24 hores. A més, l'Estat Major Ucraïnès va informar que l'exèrcit rus va llançar un atac amb míssils i 36 atacs aeris, mentre que la força aèria ucraïnesa va llançar 12 atacs. Andrii Kovaliov, portaveu de l'Estat Major General d'Ucraïna, va informar per separat en una entrevista amb Radio Liberty que les Forces Armades d'Ucraïna tenien coneixement previ d'aquest intent d'assalt i estaven preparades per a ell.
El 12 d'octubre, la ISW va avaluar que les forces russes "no han assegurat cap avanç important" i és poc probable que tallin les forces ucraïneses a causa de les grans pèrdues, equivalents al grup tàctic dels batallons en vehicles blindats.
Les forces russes mantindrien assalts de dies de durada, només mostrant signes d'abandonament abans del 16 d'octubre, quan Barabash va informar que les forces russes només van intentar assaltar la ciutat 15 vegades, en comparació amb la mitjana de 60 vegades durant la meitat de la setmana. Andriy Serhan, el comandant de la 59a brigada motoritzada d'escamot de drons, va declarar que l'assalt rus havia fracassat, però que els russos s'estan reagrupant per a un altre intent. A més, fonts ucraïneses van informar que les posicions russes es van reforçar amb tres unitats basades en milícies del DNR, la 114a, 15a i 21a Brigada de Fusellers Motoritzats, mentre que la 30a Brigada de Fusellers Motoritzats es manté en reserva.
El 18 d'octubre, la 21a Brigada de Fusellers de Motor, formada per soldats professionals, va llançar un atac per prendre una enorme pila de coca-escac (formada des de la planta Avdíivka de coc), i mentre aconseguien prendre algunes posicions d'avançada, no van aconseguir prendre el "turó". Els ucraïnesos van afirmar haver destruït 97 tancs russos, vehicles de combat d'infanteria i portaavions blindats. Una altra font ucraïnesa va afirmar que 620 soldats russos i 34 unitats d'equipament militar es van perdre
El 19 d'octubre, va començar una nova empenta concertada russa amb el grup de Sabotatge, Assalt i Reconeixement del DNR que guanyava al nord d'Espartak, les forces del DNR també estan intentant un assalt frontal d'Avdíivka, en lloc d'encerclar, amb la 1a Brigada Motoritzada de Fusellers atacant un restaurant fortificat, el "Tsarska Okhota", als afores del sud-est de la ciutat. La 9a Brigada Motoritzada de Fusellers va informar haver avançat "uns pocs centenars" metres en la direcció Vodyane-Netaylove. La 114a Brigada Motoritzada de Fusellers i el 277è Batalló d'Infanteria van atacar prop de Stepove. El 1454è Regiment Motoritzat de Fusellers i la 21a Brigada Motoritzada de Fusellers van atacar prop de Kamyanka. Finalment, els batallons de voluntaris "Pyatnashka" i "Yugra" van intentar avançar a la carretera N20 a l'est d'Avdíivka. Aquest nou assalt no ha assegurat cap part de les àrees urbanes dels pobles que envolten Avdíivka, amb els beneficis reportats limitats als afores rurals.
El 20 d'octubre, un informe de David Axe de Forbes va afirmar que la reivindicació ucraïnesa de 175 vehicles blindats russos destruïts (entre dijous i divendres anteriors), inclosos 55 tancs, és gairebé 20 vegades més alta que la mitjana diària de tres tancs russos destruïts des de febrer de 2022. També van afirmar que aquestes pèrdues són gairebé un 50% més altes que el primer dia de l'ofensiva, tot i que aquest atac no va ser tan intens com el primer.
El 22 d'octubre, la ISW va avaluar que l'esforç ofensiu rus que va començar el 19 d'octubre va fracassar i que les forces russes estaven de nou posant en pausa els seus esforços per reagrupar-se i rearmar-se. A més, els warblogs russos es van disputar entre si hi havia una contraofensiva ucraïnesa cap als pobles de Pisky i Ópitne. Al mateix dia un portaveu ucraïnès, el coronel Oleksandr Shtupun, va informar que el comandament rus encara està movent més unitats del front a Zaporíjia a Avdíivka, és a dir, la 6a Divisió de Fusellers Motoritzats. Les fonts russes i ucraïneses també van informar que Rússia ha comès elements de l'EMP de la Redut a Avdíivka, juntament amb la 106a Aerotransportada.
També es va informar el 24 d'octubre que Rússia havia mogut elements del seu 41è Exèrcit d'Armes Combinades per reservar posicions prop d'Avdíivka.
El 25 d'octubre, un batedor rus va afirmar que les forces ucraïneses havien empès les forces russes fora del poble de Berdychi a 10 km al nord-est d'Avdíivka.
El 26 d'octubre, els warblog russos van atribuir la pluja i el mal temps per la disminució de la intensitat al voltant d'Avdíivka.
El 28 d'octubre, un corresponsal militar rus va entrevistar el comandant del Batalló Arbat i va informar que elements del Grup Wagner s'havien unit al Batalló, que forma part de la "Divisió Dikaya de Donbàs" del DNR i la "Brigada Piatnashka", i que l'objectiu principal de les forces russes a tot el front és la captura d'Avdíivka. L'observador militar ucraïnès Kostyantyn Mashovets va avaluar que Rússia ha comès la "força principal" del 8è Exèrcit d'Armes Combinades, consistent en tot el 1r Cos d'Exèrcit del DNR, així com el 2n Cos d'Exèrcit de la República Popular de Luhansk, la 20a Divisió Motoritzada de Fusellers i la 150a Divisió Motoritzada de Fusellers al front al voltant d'Avdíivka. El mateix dia, les forces russes van avançar cap al nord d'Avdíivka capturant un abocador elevat a través del ferrocarril i la planta de coc d'Avdíivka.

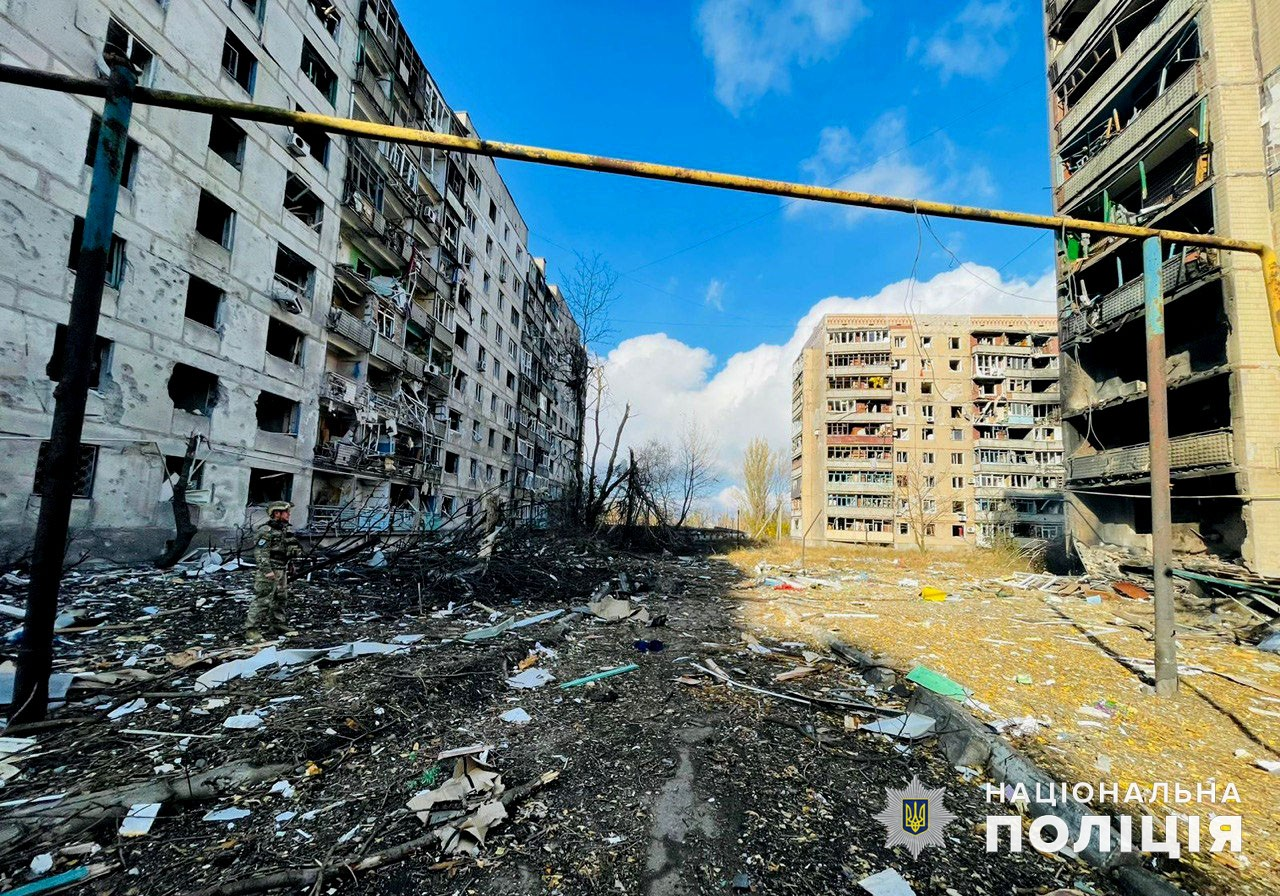
Un carrer d'Avdíivka després d'un bombardeig rus

El 31 d'octubre, el funcionari ucraïnès Oleksandr Shtupun va afirmar que Rússia ha llançat un nou assalt a Avdíivka consistent en unitats penals Storm-Z.
El 10 de novembre, imatges geolocalitzades van mostrar que les forces russes havien entrat a l'est de Stepove, un poble al nord-oest de la planta de Coc d'Avdíivka.
El servei d'intel·ligència britànic va valorar el 16 de novembre que l'exèrcit rus pretenia fer un moviment de pinça per conquerir la ciutat, per la qual cosa seguia esmerçant recursos en ocupa la planta de carbó de coc situada en un complex industrial al nord de la ciutat, que resultava clau tant per la defensa ucraïnesa com ho seria per a l'exèrcit rus en la seva ofensiva sobre la ciutat si l'aconseguia capturar.
El 28 de novembre, les forces russes havien envoltat completament Avdíivka i, segons l'administració militar a Avdíivka, estaven assaltant la ciutat des de totes les direccions.
Els dies 29 i 30 de novembre l'exèrcit rus seguia en el seu intent d'avançar sobre Avdíivka. Segons l'ISW, les fonts russes havien avançat vers l'oest de les línies ferroviàries de Stepove, al nord-oest de la ciutat, i que seguien combatent prop de la planta de coc. Per la seva banda, l'Estat Major ucraïnès assegurava que havia repel·lit diversos atacs russos tant al nord com al sud. El terra començava a desfer-se en fang complicant les operacions d'ambdós bàndols.
Els defensors ucraïnesos van continuar enfrontant-se amb les tropes russes al voltant de Stepove; a principis de desembre es va publicar en línia un vídeo de militants amb uniformes russos que aparentment executaven dos soldats ucraïnesos rendint-se mentre netejaven un refugi prop de Stepove, la qual cosa va provocar una investigació per la fiscalia d'Ucraïna de Donetsk i va provocar que les autoritats ucraïneses acusessin Rússia d'un crim de guerra.

### Avanç rus en dins de la ciutat
El 19 de gener de 2024, els ucraïnesos van afirmar que els russos continuaven llançant assalts blindats contra les seves posicions, i havien perdut 41 vehicles blindats durant els últims tres dies.
Entre els dies 20 i 21 de gener de 2024, el coronel Shtupun va declarar que després d'una setmana d'"intensos atacs aeris que implicaven un gran nombre de bombes aèries guiades" els russos havien ajornat temporalment els seus atacs aeris, però continuaven els seus atacs de míssils i artilleria a la ciutat, especulant que les causes potencials anaven des del manteniment rutinari, l'escassetat de municions o les condicions meteorològiques adverses. Les forces russes van aconseguir un important avanç al sud d'Avdíivka. El famós restaurant fortificat "Tsarska Okhota" (situat al tombant del carrer Soborna) va ser capturat. Les tropes russes van ser capaces de continuar avançant fins a 1,2 km al llarg del carrer Soborna. Pel camí, també van obtenir trencar fins als carrers Chernyshevskoho i Sportyva, avançant fins a 1 km al seu costat i la línia d'arbres just al sud. Les fonts russes també van informar que la zona de Skotovata dacha i la pedrera de sorra, tant a l'est de "Tsarska Okhota" com al sud-oest de la zona industrial del sud, prèviament capturada, van ser preses. L'observador militar ucraïnès Kostyantyn Mashovets va dir a més que els russos van progressar al llarg dels carrers Kolosova i Lermentova, tots dos al nord-oest de la pedrera de sorra.
El 22 de gener, els ucraïnesos van informar que lluitaven a les parts nord i oest de la ciutat, incloent-hi la planta química d'Avdíivka.
El 23 de gener, les forces russes havien arribat a l'oest de Stepove.
El 25 de gener, havien anivellat parcialment el front al sud-oest del poble. Aquests guanys marginals recents mostren un "tempo molt per sota de l'escala de les ones inicials dels assalts mecanitzats russos" a la zona. Les fonts russes i ucraïneses van informar que les forces ucraïneses han estat contraatacant per recuperar posicions prèviament perdudes prop de l'àrea de "Tsarska Okhota". Les forces russes semblen haver canviat de tàctica per prioritzar la "lluita a través d'Avdíivka bloc per bloc des de la zona residencial sud de la ciutat en lloc d'intentar envoltar encara més l'assentament des de més al sud-oest o cap al nord", similar al que va passar a la batalla de Bakhmut.
El 2 de febrer de 2024, les forces russes havien capturat majoritàriament l'àrea de la dacha al nord-est de la ciutat fins als segments nord-est del carrer Pionerska i Zaliznychnyi Lane. També es va confirmar que les tropes russes havien avançat a l'est d'Ópitne, donant suport a encara més el llarg semicercle de l'antiga unitat de defensa aèria.
El Ministeri de Defensa britànic va observar que els russos estaven aprofitant fortament el poder aeri tàctic, informant que els avions de guerra russos van llançar aproximadament 600 municions guiades en les quatre setmanes anteriors i "les sortides russes van augmentar els atacs de municions aèries guiades de 30 a 50 per dia el 5 de febrer de 2024, un augment del 66% en les dues últimes setmanes". Mentrestant, es va informar que els comandants ucraïnesos atribuïen l'avanç rus a l'escassetat crònica de subministrament d'artilleria com a resultat dels recents retards en els paquets d'ajuda militar de la UE i els Estats Units, i les tropes ucraïneses van informar que els russos estaven disparant cinc projectils per a cadascun dels seus. Els soldats ucraïnesos també van dir que els russos estaven produint i enlairant més drons FPV que ells, ja que els ucraïnesos es van mantenir majoritàriament dependents de donacions civils. Malgrat l'escassetat de subministraments i ser superat, almenys un soldat ucraïnès va insistir que la moral es mantingués relativament forta.
Entre el 5 i el 6 de febrer, les tropes russes van travessar el nord d'Avdíivka i van avançar diversos centenars de metres al llarg de la zona boscosa del llac al nord del carrer Sapronova, van arribar al segment més al nord del carrer Donetska, i probablement van capturar la major part del carrer Michurina. També es va informar que les forces russes s'havien aproximat a la línia de ferrocarril just al nord del pont ferroviari i van avançar cap a la riba nord de la pedrera de sorra inundada. El periodista ucraïnès Iuri Butusov va informar que la situació a la ciutat s'havia tornat crítica i que la 110a Brigada Mecanitzada estava esgotada. Al voltant d'aquest temps, un vídeo sense data va sorgir en línia d'un tanc M1A1 Abrams subministrat pels Estats Units operat per la 47a Brigada Mecanitzada, suposadament al front d'Avdíivka.
El 8 de febrer, fonts russes van afirmar que la línia del front s'havia empès més al sud, cap al centre d'Avdíivka, i que corre prop del carrer Shestakova – carrer Sapronova – 50-richchia AKKhZ Lane. També van afirmar que es va capturar una secció d'1,4 km de la línia de ferrocarril i part d'un barri privat a través d'ella. Un portaveu militar ucraïnès va reconèixer que hi havia enfrontaments en curs "no només a la zona de cases privades al nord de la ciutat, sinó ja dins de la mateixa ciutat", i va dir que les tropes russes estaven concentrant els atacs a l'eix nord en un intent de tallar la carretera principal de subministrament, suposadament al carrer Hrushevskoho, a la ciutat. L'alcalde Barabash va qualificar la situació de "molt difícil i calenta" i va dir que les forces russes estaven assaltant la ciutat des de totes les direccions amb "forces molt grans". Barabash també va dir que els russos estaven atacant principalment amb atacs aeris, artilleria i infanteria perquè el terra era massa tou per als tancs i vehicles blindats. El personal general d'Ucraïna va afirmar haver abatut un helicòpter d'atac Kamov ka-52 rus prop de la ciutat.
El 9 de febrer, el coronel general Oleksander Sirski, que va substituir Valeri Zalujni com a comandant en cap d'Ucraïna el 8 de febrer, va ser transferit a Avdíivka.
El 10 de febrer, el general de brigada Oleksandr Tarnavskyi, comandant del grup estratègic operacional de Tàvria, va observar que els russos estaven intentant "establir el control de les nostres rutes de subministrament al flanc nord", però va insistir que les línies de subministrament es mantenien i els defensors ucraïnesos estaven reforçant "línies de bloqueig, posant posicions de foc addicionals i aixecant forces noves i efectives".
L'11 de febrer, els ucraïnesos van desplegar la seva última reserva, la 3a Brigada d'Assalt, per defensar Avdíivka.
El 12 de febrer, les forces russes es van atrinxerar a l'oest de la línia de ferrocarril, desplegant més vehicles blindats, i fent un petit avanç al sud-oest de la ciutat, segons els warblog russos. Dmytro Riumshyn, el comandant de la 47a Brigada Mecanitzada d'Ucraïna, va al·legar que els russos estaven desplegant tropes regulars, grups de sabotatge, així com unitats penals de la "Tempesta Z" i la "Tempesta V" a la ciutat.
El 13 de febrer, algunes unitats de la 110a Brigada Mecanitzada van ser girades fora d'Avdíivka, ja que "ja no té prou capacitats per mantenir la ciutat". La 110a ha defensat la ciutat sense parar des del març del 2022.
La fortificació Zenit, un baluard de trinxeres i fortificacions situades a l'est d'Ópitne, havia ancorat el flanc sud d'Avdíivka, impedint qualsevol assalt directe des del sud immediat durant anys. La nit del 14 al 15 de febrer, les tropes ucraïneses es van retirar centenars de metres cap al nord del complex defensiu Zenit-Cheburashka per evitar el setge, abandonant la zona a les tropes del 1r Cos d'Exèrcit de Rússia. Les tropes ucraïneses van patir baixes mentre fugien de Zenit sota un guant d'artilleria russa, morter i foc de metralladora, abandonant alguns dels seus camarades ferits mentre fugien a través de camps de conreu oberts. La majoria de les fonts ucraïneses van informar que les tropes es van retirar sota pressió, però en bon ordre, però Viktor Biliak, membre de la 2a Companyia, 1r Batalló, 110a Brigada, va publicar a Instagram afirmant que el comandament superior va negar ajut mèdic als ferits i que sis homes de la seva secció de 15-20 homes van ser abandonats a les forces russes.
El 15 de febrer, l'exèrcit ucraïnès va confirmar una retirada parcial d'Avdíivka ja estava en marxa, en general. Tarnavski va confirmar que les "batalles falses" continuaven "dins" de la ciutat. Les forces russes van tallar la possible línia principal de comunicació d'Ucraïna a través del carrer Hrushevskoho o avinguda industrial i també van avançar cap al nord-oest des de la base automàtica i les direccions del sector privat cap a la cruïlla amb la carretera O0542 a Lastochkine. Fonts russes van informar a més dels avanços a l'oest d'Avdíivka, cap a Lastochkyne, dirigits a tallar els GLOC ucraïnesos restants i envoltar els defensors que es trobaven a la famosa fortificació més al sud, "Zenith", situada a l'antiga unitat de defensa aèria. La fortificació de defensa aèria "Zenith" havia ancorat el flanc sud d'Avdíivka, impedint qualsevol atac directe des del sud immediat durant anys. Més tard, les tropes ucraïneses es van retirar cap al nord de Zenith per evitar el setge, abandonant la fortificació a les tropes russes.
El portaveu del Consell de Seguretat Nacional dels Estats Units, John Kirby, va admetre que Avdíivka estava "en risc de caure en el control rus", citant l'escassetat en els subministraments d'artilleria ucraïnesos. Un oficial de la 110a Brigada va dir a BBC News que s'havien quedat sense artilleria i que l'escassetat d'artilleria era generalitzada i que tenia un impacte directe en la batalla, amb defensors de primera línia armats només amb rifles d'assalt.
El 16 de febrer, les tropes russes també havien capturat la fortificació de Cheburashka a la carretera de circumval·lació de Donetsk al nord de Zenit, capturant finalment el complex defensiu ucraïnès. Al mateix dia, les tropes russes van avançar al llarg del carrer Hrushevskoho en direcció sud-est, mentre que els enfrontaments entre cases i cases van continuar a la part nord-est de la ciutat, amb el combat més intens segons sembla al districte industrial de la ciutat. Al vespre, els russos havien capturat el parc de la ciutat d'Avdíivka al centre d'Avdíivka i l'hospital proper. També hi va haver informes de nous avanços al sud en la col·laboració de jardineria Vinogradnyky-2 i a la zona industrial al sud de la planta de coc. Un warblog rus va afirmar que una mica més d'1 km separava els avanços oposats de la pinça russa. Les fonts russes van afirmar que fins a 5.000 soldats ucraïnesos romanien a la ciutat, tots "efectivament envoltats", i que es retiraven en massa d'una manera cada vegada més caòtica i costosa. Les forces russes intentaven complicar i evitar la retirada dels soldats ucraïnesos.
La 3a Brigada d'Ucraïna va dir que la majoria de les tropes d'assalt russes eren personal regular d'infanteria paracaigudista o de les forces especials, i que la Força Aèria Russa llançava 60 bombes al dia en posicions ucraïneses a tota la ciutat sense resistència de posicions antiaèries. La 3a Brigada va afirmar que tot i ser superat en nombre 7:1 i patir baixes, van repel·lir una columna russa de 6-8 vehicles de combat que estaven intentant assaltar una posició no especificada, causant grans pèrdues. No obstant això, segons DeepState, les forces russes havien capturat les obres d'aigua de la ciutat, l'estació d'autobusos, i s'acostaven al districte central del 9è districte, una secció de la ciutat formada per edificis d'apartaments d'altura de l'era soviètica que dominen el terreny circumdant.
A principis del 17 de febrer, el comandant en cap Oleksander Sirski va confirmar que les forces ucraïneses es retiraven completament d'Avdíivka a "línies més favorables" pel que fa a "evitar el setge i preservar la vida i la salut del personal de servei". El president Volodímir Zelenski va confirmar que la decisió de retirar-se era "salvar la vida dels nostres soldats" del setge rus. El general Oleksander Tarnavski va comentar: "En una situació en la qual l'enemic està avançant en els cadàvers dels seus propis soldats, amb un avantatge de 10 a 1 projectil, sota un bombardeig constant, aquesta és l'única solució correcta". Tarnavski va dir que les forces russes havien dut a terme més de 150 atacs d'artilleria i 20 atacs aeris al front d'Avdíivka durant les 24 hores anteriors. A més, va afegir que algunes tropes ucraïneses havien estat capturades durant la retirada. En canals de Telegram prorusos mostren la captura de l'ajuntament d'Adiïvka i la planta de coc. El president rus, Vladímir Putin, va felicitar les tropes russes per capturar la ciutat, inclòs el comandant a càrrec de l'assalt a Avdíivka, el coronel general Andrei Mordvichev.

## Després de la batalla
El New York Times es va referir a la captura d'Avdiivka com "el primer gran guany que les forces russes han aconseguit" des de la captura de Bakhmut el maig de 2023. Els mitjans de comunicació occidentals també van destacar que la captura de la ciutat no només va proporcionar un impuls moral als militars russos, sinó que el calendari també va oferir al president rus Vladímir Putin una victòria al camp de batalla poques setmanes abans de les eleccions presidencials russes de 2024.
El Ministeri de Defensa rus va declarar que les forces russes havien capturat uns 32 quilòmetres quadrats de territori durant la batalla. Mentrestant, algunes fonts russes van dir que grans grups de presoners de guerra ucraïnesos van ser capturats durant el que van descriure com una retirada desorganitzada i costosa. Ucraïna va acusar Rússia d'executar presoners de guerra desarmats.
Els warblog russos van afirmar que les forces russes continuaven avançant a l'oest d'Avdiivka el 17 de febrer i que estaven a prop o ja havien tallat una de les carreteres de terra que connectaven amb el poble de Lastotxkine.
El 24 de febrer, les tropes russes van capturar el poble de Lastotxkine, segons el mapa de DeepStatemap a una distancia de 4km d'Adíivka.
El 27 de febrer les tropes russes van capturar Stepove i Sieverne e, ja que les tropes ucraïneses no van poder estabilitzar la línia del front a l'oest d'Avdíivka. Al mateix dia, la 110a Brigada Mecanitzada d'Ucraïna va ser completament girada fora del sector d'Avdíivka per primera vegada en dos anys, afirmant que "anem de vacances. Marxem amb el cap ben alt. Després de dos anys de confrontació, finalment tenim una rotació. Guanyarem força per lluitar de nou contra l'enemic."
El 28 de febrer, les tropes russes van capturar el poble de Stepove i havien en entrat a Orlivka segons Deepstatemap.
El 4 de març de tropes russes havien avançat en direcció Orlivka i Berditxi, segons Liveuamap
El 19 de març, Rússia va afirmar haver pres el control del poble Orlivka a una distància de 7km d'Adíivka.
El 21 de març Rússia va afirmar haver capturat Tonenke el 21 de març de 2024. Els bloggers russos no van corroborar en gran manera les afirmacions del Ministeri de Defensa. Això va ser confirmat per fonts ucraïneses no oficials el 27 de març de 2024.
El 27 d'abril les forces russes van capturar el poble de Berditxi a una distància de 9,8 km segons DeepStateMap. Això va ser confirmat per Sirski el 29 d'abril de 2024.
El 29 el ministeri de defensa rus va anuncia la captura del poble de Semenivka.